# ادبیات نوگرا
ادبیات نوگرا (انگلیسی: Literary modernism) یا ادبیات مدرن، در اواخر سده ۱۹ میلادی و اوایل سده بیستم اروپا و آمریکای شمالی ریشه دارد و خصیصه اصلی‌اش، شکستن آگاهانه روش‌های سنتی نوشتن، هم در شعر و هم در داستان است. نوگرایان، برای پیوستن به گفته عزرا پاوند مبنی بر این‌که «جدیدش کنید»، بیان و فرم ادبی را تجربه کردند. این جنبش ادبی، به دست میلی آگاهانه برای سرنگونی حالت‌های سنتی و نمایندگی فرم جدیدی برای بیان احساسات زمانه، به پیش رانده می‌شد. وحشت از جنگ جهانی اول، پیش‌فرض‌های غالب در مورد جامعه را در ذهن نوگرایان زنده کرد و نوگرایان، از میان همه با کسانی همچون زیگموند فروید و کارل مارکس که عقلانیت ذهن بشر را به چالش می‌کشیدند، هم‌داستان شده و از آنان، متأثر شدند.